# Henk Grol

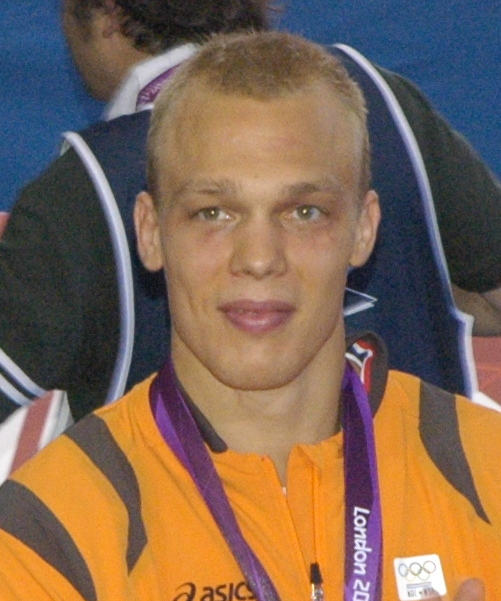
Henk Grol, 2012 in London

Hindrik „Henk“ Harmannus Arnoldus Grol (* 14. April 1985 in Veendam) ist ein niederländischer Judoka. 2008, 2015 und 2016 war er Europameister.

## Karriere
Grol trat bis 2003 im Halbmittelgewicht, der Gewichtsklasse bis 81 kg, an. 2003 wurde er Junioreneuropameister.
Von 2004 bis Mitte 2007 trat Grol im Mittelgewicht (bis 90 kg) an. 2004 gewann er die Bronzemedaille sowohl bei den Junioreneuropameisterschaften als auch bei den Juniorenweltmeisterschaften. 2005 gewann er in Warschau sein erstes Weltcup-Turnier. 2006 war er niederländischer Meister.
Von Mitte 2007 bis 2016 trat er im Halbschwergewicht (bis 100 kg) an. 2008 siegte er beim Weltcup in Wien. Im Finale der Judo-Europameisterschaften 2008 in Lissabon bezwang er den Polen Przemysław Matyjaszek. Vier Monate nach den Europameisterschaften besiegte er Matyjaszek im Viertelfinale der Olympischen Spiele in Peking. Im Halbfinale unterlag er dem Kasachen Asqat Schitkejew, den Kampf um die Bronzemedaille gewann Grol gegen den Georgier Lewan Schorscholiani. Bei den Judo-Europameisterschaften 2009 in Tiflis erreichte er das Finale gegen den Russen Tagir Chaibulajew, Grol erhielt die Silbermedaille. Vor heimischem Publikum erreichte Grol bei den Judo-Weltmeisterschaften 2009 in Rotterdam ebenfalls das Finale, unterlag aber dem Kasachen Maxim Rakov. Auch 2010 gewann er Silbermedaillen bei den beiden wichtigsten Veranstaltungen des Jahres. Im Finale der Judo-Europameisterschaften 2010 in Wien unterlag er dem Belgier Elco van der Geest. Bei den Judo-Weltmeisterschaften 2010 in Tokio siegte der Japaner Takamasa Anai gegen Grol. 2011 gewann der Niederländer den Grand Slam in Paris und siegte in drei Grand-Prix-Turnieren in Baku, Abu Dhabi und Amsterdam. Im Viertelfinale der Olympischen Spiele 2012 in London unterlag Grol dem Deutschen Dimitri Peters. Durch Siege über den Tschechen Lukáš Krpálek und den Südkoreaner Hwang Hee-tae erkämpfte sich Grol nach 2008 seine zweite olympische Bronzemedaille.
Im Finale der Judo-Europameisterschaften 2013 in Budapest gewann Lukáš Krpálek gegen Grol. Bei den Judo-Weltmeisterschaften 2013 in Rio de Janeiro siegte Grol im Viertelfinale gegen Dimitri Peters und im Halbfinale gegen Lukáš Krpálek, im Finale unterlag er dem Aserbaidschaner Elxan Məmmədov. Ein Jahr später unterlag Grol im Viertelfinale der Judo-Weltmeisterschaften 2014 in Tscheljabinsk dem Russen Tagir Chaibulajew und belegte letztlich den siebten Platz. 2015 wurden die Europameisterschaften im Rahmen der Europaspiele in Baku ausgetragen. Im Finale siegte Henk Grol über den Tschechen Lukáš Krpálek. Ein Jahr später gewann Grol das Finale der Judo-Europameisterschaften 2016 in Kasan gegen den Belgier Toma Nikiforov. Bei den Olympischen Spielen 2016 unterlag Grol in seinem zweiten Kampf dem Franzosen Cyrille Maret.
Nach einem Jahr Pause trat Grol 2018 im Schwergewicht an. Bei den Europameisterschaften in Tel Aviv verlor er im Viertelfinale gegen Lukáš Krpálek, den Kampf um Bronze gewann Grol gegen den Georgier Guram Tuschischwili. Im Jahr darauf wurden die Europameisterschaften im Rahmen der Europaspiele 2019 in Minsk ausgetragen. Grol erreichte den Kampf um Bronze und gewann diesen gegen Lukáš Krpálek. 2021 erreichte Grol das Finale bei den Europameisterschaften in Lissabon und unterlag dann dem Russen Inal Tassojew. Bei den Olympischen Spielen in Tokio verlor Grol im Achtelfinale gegen den Usbeken Bekmurod Oltiboyev.